# Slijkeinde
Het Slijkeinde is een straat in het centrum van Den Haag in de wijk Kortenbos. Het ligt in het verlengde van de Geest en loopt door tot de Gedempte Sloot. Vroeger heette de straat Geest en St. Anthoniestraat. De huidige naam is te danken aan het feit dat de straat later werd bestraat dan de huidige Geest. Het is een van de oudste straten van de stad. Men herkent er een oude middeleeuwse ringweg rond een boerennederzetting in. Die nederzetting is later uitgegroeid tot het dorp Die Haghe, dat samen met de grafelijke hof zou uitgroeien tot de stad Den Haag.

## Trivia
- Een bekende bewoner van het Slijkeinde was acteur Dolf Brouwers die hier tot zijn dood in een portiekwoning woonde.